# 松尾寧夏
松尾 寧夏（まつお やすか、1991年8月26日 - ）は、スターダストプロモーション芸能3部、制作3部に所属していた、日本の元俳優・元タレント。
アイドルグループKAGAJO☆4S、2人組ユニットS★スパイシーに所属していた。
神奈川県出身。愛称は「やーちゃん」。
2019年3月31日をもって芸能界を引退した。

## 来歴・人物
2012年12月から2013年3月まで、アイドルグループKAGAJO☆4Sのメンバーとして活動した。
2013年9月28日、同じスターダストプロモーション所属の栗田萌が所属していたソロプロジェクト「S★スパイシー1」に松尾が加入し「S★スパイシー2」として活動開始した。
2014年4月2日より「S★スパイシー2」は「S★スパイシー」に改名された。
2019年3月24日にS★スパイシー解散、同年3月31日をもって芸能界を引退した。
趣味は、スキー・音楽鑑賞。特技は、ダンス・バドミントン。

## 出演

### 映画
- 「L♥DK」（2014年4月12日公開）
- 「身代金は払わない」（2012年10月12日公開）
- ショートムービー 2年のキタガワ。（2009年） - 主演：みゆき 役

### テレビドラマ
- 恋する日曜日 第3シリーズ「お引越し」（2007年6月2日、BS-i） - 中野マユミ 役
- P&Gパンテーンドラマスペシャル かるた小町（2008年2月11日、フジテレビ） - まなみ 役
- 東京少女「初恋ダッシュ。」（2008年4月5日、BS-i）
- 東京少女「幸福荘ものがたり」（2008年7月5日、BS-i）
- 東京少女「岡本杏理－旅・前編－」（2008年8月23日、BS-i）
- 猿ロック（2009年、読売テレビ）エピソード3 - バスケ部員 役
- 侍戦隊シンケンジャー 第30幕（2009年9月20日、テレビ朝日） - 高橋恵里 役
- LADY〜最後の犯罪プロファイル〜 第2話（2011年1月14日、TBS） - 田宮琴美 役
- プロポーズ兄弟〜生まれ順別 男が結婚する方法〜 第4夜「一人っ子が結婚する方法」（2011年2月24日、フジテレビ） - 道子 役
- 幽かな彼女 第8話（2013年5月28日、関西テレビ） - 京塚里穂 役
- 24時間テレビ 愛は地球を救う「つなぐ〜時を超えて笑顔を〜」（2015年8月22日、日本テレビ）
- しあわせの記憶（2017年1月8日、MBS / TBS）

### 舞台
- 廃街の紙天使たちへ（2017年9月2日 - 10日）
- エンブリオ（2017年5月17日 - 21日、新宿シアターサンモール）
- ザ・夕方カレー「千年目の浮気」（2013年10月4日 - 6日、ウッディシアター中目黒）
- 少女劇団いとをかし 第3回公演「シーパー」（2015年9月5日 - 6日、川崎市アートセンターアルテリオ小劇場） - 長与先生 役

### CM
- アクサ損害保険「僕が選んだアクサダイレクト」篇（2017年12月11日 - ）
- カーセンサー 「デカい車篇」（2017年6月 - ）[5]
- カインズホーム　2016秋冬ペットウェア
- 小林製薬　アットノン「虫さされあと篇」
- ヤマハ発動機「企業広告」（2015年3月26日 - ）
- USJ「エヴァンゲリオンリアル4D」（2014年12月26日 - ）
- ほっともっと「Netto　Motto（Day　Time篇）」（2014年10月3日 - ）
- 日本コカ・コーラ「いろはす」
- ライオン「クリニカ」（2011年11月21日 - ）
- 資生堂「就活メークアドバイスキャンペーン」（ 2011年12月 - ）
- NEXCO中日本（2012年11月 - 2013年2月）

### PV
- 島谷ひとみ 「やぶれかぶれ」（2014年）
- HY「告白」（2010年）※アルバム『Whistle』収録
- ナスカ「I LOVE YOU!」（2007年）

### その他
- NOZOMI ISHIGURO 新宿歌舞伎町ファッションショー（2006年）
- 東京ゲームショウ2010「カプコンブースモデル」（2010年9月）
- FMヨコハマ 「神奈川日産 新型セレナ」グルメコンシェルジュ レポーター（2016年9月）